# Quercus grisea
Quercus grisea Liebm. – gatunek roślin z rodziny bukowatych (Fagaceae Dumort.). Występuje naturalnie w Meksyku (w stanach Sonora, Chihuahua i Durango) oraz Stanach Zjednoczonych (w Kolorado, Arizonie, Nowym Meksyku i Teksasie).

## Morfologia
PokrójZrzucające liście lub częściowo zimozielone drzewo lub krzew. Dorasta do 10 m wysokości. Kora jest spękana i ma szarą barwę.
LiścieBlaszka liściowa jest skórzasta i ma kształt od owalnego do podługowatego lub eliptycznego. Mierzy 2,5–3,5 cm długości oraz 1,5–3 cm szerokości, jest całobrzega lub ząbkowana przy wierzchołku, zawinięta na brzegu, ma nasadę od zaokrąglonej do klinowej i ostry wierzchołek. Ogonek liściowy jest nagi i ma 3–10 mm długości.
OwoceOrzechy zwane żołędziami o kształcie od jajowatego do elipsoidalnego, dorastają do 12–18 mm długości i 8–12 mm średnicy. Osadzone są pojedynczo w miseczkach w kształcie kubka, które mierzą 4–10 mm długości i 8–15 mm średnicy. Orzechy otulone są w miseczkach do połowy ich długości.

## Biologia i ekologia
Rośnie w lasach mieszanych, zaroślach oraz na skalistych stokach. Występuje na wysokości do 1500 m n.p.m.